# Андреянова Олена Іванівна
Олена Іванівна Андрея́нова (рос. Елена Ивановна Андреянова; нар. 13 липня 1819 — пом. 26 жовтня 1857, Париж) — російська артистка балету, одна з найбільших представниць романтичного балету.

## Біографія
Народилася 1 [13] липня 1819 року. У 1837 році закінчила Санкт-Петербурзьке театральне училище. Виступала в петербурзькій балетній трупі.
1855 року залишила сцену. У 1856 році поїхала на лікування за кордон. Померла в Парижі 14 [26] жовтня 1857 року. Похована в Парижі на цвинтарі Пер-Лашез.

## Творчість
Виконала партії:
- Жізель («Жізель» Адольфа Адама; 1842, перше виконання);
- Пері («Пері» Фрідріха Бурґмюллера; 1844, перше виконання);
- Пахіта («Пахита» Едуара Дельдеве; 1847, перше виконання);
- Сатанілла («Сатанілла» Наполеона Ребера і Франсуа Бенуа; 1948, перше виконання);
- Чорна фея («Вихованка фей» Адольфа Адама, 1850);
- графиня Берта («Своєнравна дружина» Адольфа Адама, 1851).

Виконувала пантомімні ролі в операх: Олени («Роберт-диявол» Джакомо Меєрбера), Фенелли («Німа із Портічі» Даніеля Обера).
Була також яскравою характерною танцівницею, що пропагувала на сцені народні танці (лезгінка — «Руслан і Людмила» Михайла Глінки, слов'янська танець — «Аскольдова могила» Олексія Верстовського, мазурка та менует — «Петро Великий» Луї Жюльєна та інші). З великою майстерністю виступала у концертах, у танці сальтарелло.
У 1845—1846 і 1852 роках виступала у Європі (Гамбург, Лондон, Париж, Мілан) та Москві; у 1853—1855 роках, разом з П. Маловернем, очолювала гастрольну трупу перербурзьких і московських танцівників, які вперше показали балети з репертуару столичних театрів глядачам Києва, Одеси, Харкова, Полтави, Курська, Воронежа та інших міст України і Росії. Поставила балет «Бахчисарайський фонтан», власного авторства.